# Antoni Garcias Coll
Antoni Garcias Coll (Lluchmayor, 7 de septiembre de 1956) es un político español, miembro del Partido de los Socialistas de las Islas Baleares-PSOE (PSIB-PSOE). Es también miembro de la Unión de Labradores de Mallorca y de la Obra Cultural Balear (OCB) 
Licenciado en Derecho, su trayectoria política consta de varias etapas. Ha sido concejal del Ayuntamiento de Lluchmayor y senador por Mallorca en las elecciones generales españolas de 1986, 1989, 1993 y de 1996. 
En las elecciones al Parlamento de las Islas Baleares de 1983 fue elegido diputado. Entre 1999 y 2003 fue consejero de Presidencia del Gobierno de las Islas Baleares presidido por Francesc Antich, al tiempo que portavoz. 
En las elecciones generales de marzo de 2008, encabezó la candidatura del PSIB-PSOE al Congreso de los Diputados. La candidatura obtuvo cuatro diputados y superó en número de votos el Partido Popular de Baleares Balear, que también obtuvo cuatro diputados.